# Александрина Милчева
Александрина Милчева е българска оперна певица, мецосопрано, работила дълго време и в Австрия.

## Биография
Ражда се на 27 ноември 1934 година в Смядово в семейство на свещеник, най-малката от три сестри. Като ученичка, любимото ѝ занимание е да разиграва сценки пред огледалото и да пее. Завършва гимназия в Шумен, където пее в училищния хор.
Започва кариерата си като хористка във Варненската опера, където особена роля в развитието ѝ има диригентът и композиторът Йоско Йосифов. Малко след това отива в София, където пее като солистка в Ансамбъла на радиото и учи пеене при известния вокален педагог Георги Златев-Черкин, а през 1960 година се връща като солистка във Варненската опера.
Начало на международната ѝ известност поставя спечелената през 1966 година голяма награда на конкурс в Тулуза. След първите ѝ успешни участия в чужбина, през 1968 г. се присъединява към състава на Софийската опера, където дебютира в трудната и виртуозна централна роля от „Пепеляшка“ от Джоакино Росини. На сцената на Софийска опера Александрина Милчева пее в някои от най-запомнящите се роли: Амнерис от „Аида“, Азучена от „Трубадур“, Марина от „Борис Годунов“, Октавиан от „Кавалерът на Розата“, Аделджиза от „Норма“, Принцеса ди Буйон от „Адриана Лекуврьор“ и преди всичко Кармен от едноименната опера.
През 1970-те идва и международната ѝ слава. Пее на много сцени като парижката Гран опера, Ковънт Кардън (The Royal Opera House, Covent Garden), Метрополитън опера, Болшой театър, Театро Колон – Буенос Айрес, оперите в Барселона, Мадрид, Сан Франциско, Далас, Синсинати, Токио, Рио де Жанейро, Цюрих, Женева, Лозана, Мюнхен, Хамбург, Бон и много други.
В продължение на десетилетие след 1977 година е постоянна солистка на Виенската опера. На италианска сцена се налага през 80-те години, след успешното представяне на Марфа в „Хованщина“ на Модест Мусоргски в „Ла Скала“ през 1981 година.
На сцената Александрина Милчева си е партнирала с Пласидо Доминго, Лучано Павароти, Хосе Карерас, Владимир Атлантов, Алфредо Краус, Франко Бонисоли, Пиеро Капучичи, Ренато Брусон, Джорджо Дзанканаро, Лео Нучи, Шерил Милнс, Хуан Понс, Габриел Бакие, Тесие, Томас Алан, Борис Христов, Николай Гяуров, Никола Гюзелев, Саймон Естес, Самуел Рейми, Гена Димитрова, Райна Кабаиванска, Мирела Френи, Грейс Бъмбри, Шърли Верет, Тереза Жилис-Гара, Мара Зампиери, Рената Ското и много други.
През 1976 г. е поканена за представления от Егон Зеефелнер, директор на Виенската опера, където през годините е изпълнила 168 спектакъла, а през 1978 г. Херберт фон Караян я кани на Залцбургския фестивал в ролята на Азучена от „Трубадур“.
Първата ѝ роля във Виенската Щатсопера е Кармен. На тази сцена, след един от спектаклите на Кармен, Александрина Милчева с партньор Пласидо Доминго, са извикани 36 пъти на сцената за поклони, което продължава близо 40 минути. Това събитие е второто по продължителност в историята на операта.
Александрина Милчева пее под диригентската палка на най-великите диригенти като Клаудио Абадо, Рикардо Мути, Джанандреа Гавацени, Зубин Мета, Лорин Маазел, Жорж Претр, Херберт фон Караян, Оливеро де Фабритис, Юджийн Орманди, Мишел Пласон, Бруно Бартолети и други.
Основател е на Международната оперна академия „Сакра“, от където стартират оперната си кариера редица изтъкнати български и чуждестранни певци, като Таня Баунтгарднер, Цветелина Малджанска, Йорданка Дерилова, Камен Чанев, Виолета Радомирска, Евгения Ралчева, Алек Аведисян.

## Признание и награди
През 1966 г. спечелва Първа голяма награда на международен певчески конкурс в Тулуза.
Носител е на орден „Стара планина“ (1998).